# Torben Nielsen (direktør i Kopenhagen Fur)
 Der er flere personer med dette navn, se Torben Nielsen.
Torben Nielsen (født 29. juni 1948 i København, død marts 2025) var en dansk økonom, debattør og tidligere administrerende direktør.
Torben Nielsen blev uddannet cand.polit. fra Københavns Universitet i 1975. I 1978 kom han til Privatbanken som cheføkonom. Han var Danmarks yngste af slagsen og bestred stillingen frem til 1985. Fra 1989 til 1991 var han direktør for Kreditforeningen Danmark, inden han i 1993 blev administrerende direktør for Kopenhagen Fur. Han lod sig i første omgang pensionere i 2015, men vendte hurtigt og kortvarigt tilbage til direktørstolen inden han i 2016 definitivt gik på pension.
Ved siden af sit professionelle virke var han mangeårigt medlem af Venstre og var medstifter af både tænketanken CEPOS og Tænketanken Frej.
I 2016 tildeltes han Tietgens guldmedalje. Han var desuden ridder af 1. grad af Dannebrog.